# نایجل بارکر
نایجل بارکر (انگلیسی: Nigel Barker؛ ۲۶ فوریهٔ ۱۸۸۳ – ۳۱ ژوئیهٔ ۱۹۴۸) ورزشکار دو و میدانی و بازیکن راگبی ۱۵ نفره اهل استرالیا بود.